# Křižovatka
Křižovatka (németül Klinghart) község Csehországban a Karlovy Vary-i kerület Chebi járásában. Településrésze Nová Ves (Neudorf), ezenkívül közigazgatási területén fekszik a megszűnt Mostek (Bruck) település is.

## Fekvése
Cheb-től 13 km-re északra fekszik.

## Története
Első írásos említése 1322-ből származik. Templomát a 13. században építették, de a huszita háborúk idején megsemmisült, majd újjáépítését követően is többször átépítették, mai alakját a 19. század kezdetén vette fel. Első iskoláját 1770-ben alapították. Önkéntes tűzoltóegyletét 1878-ban hozták létre. Az 1930-as években 620 lakosa volt. A második világháborút követően német nemzetiségű lakosságát kitelepítették, ekkor lakosainak száma 238-ra csökkent.

## Nevezetességek
- Szent Katalin templom.

## Népesség
A település népessége az elmúlt években az alábbi módon változott:
| Lakosok száma | 994  | 875  | 864  | 401  | 286  | 266  | 274  | 274  | 265  | 255  |
|               | 1869 | 1890 | 1921 | 1950 | 1980 | 2001 | 2017 | 2019 | 2022 | 2024 |

## Források

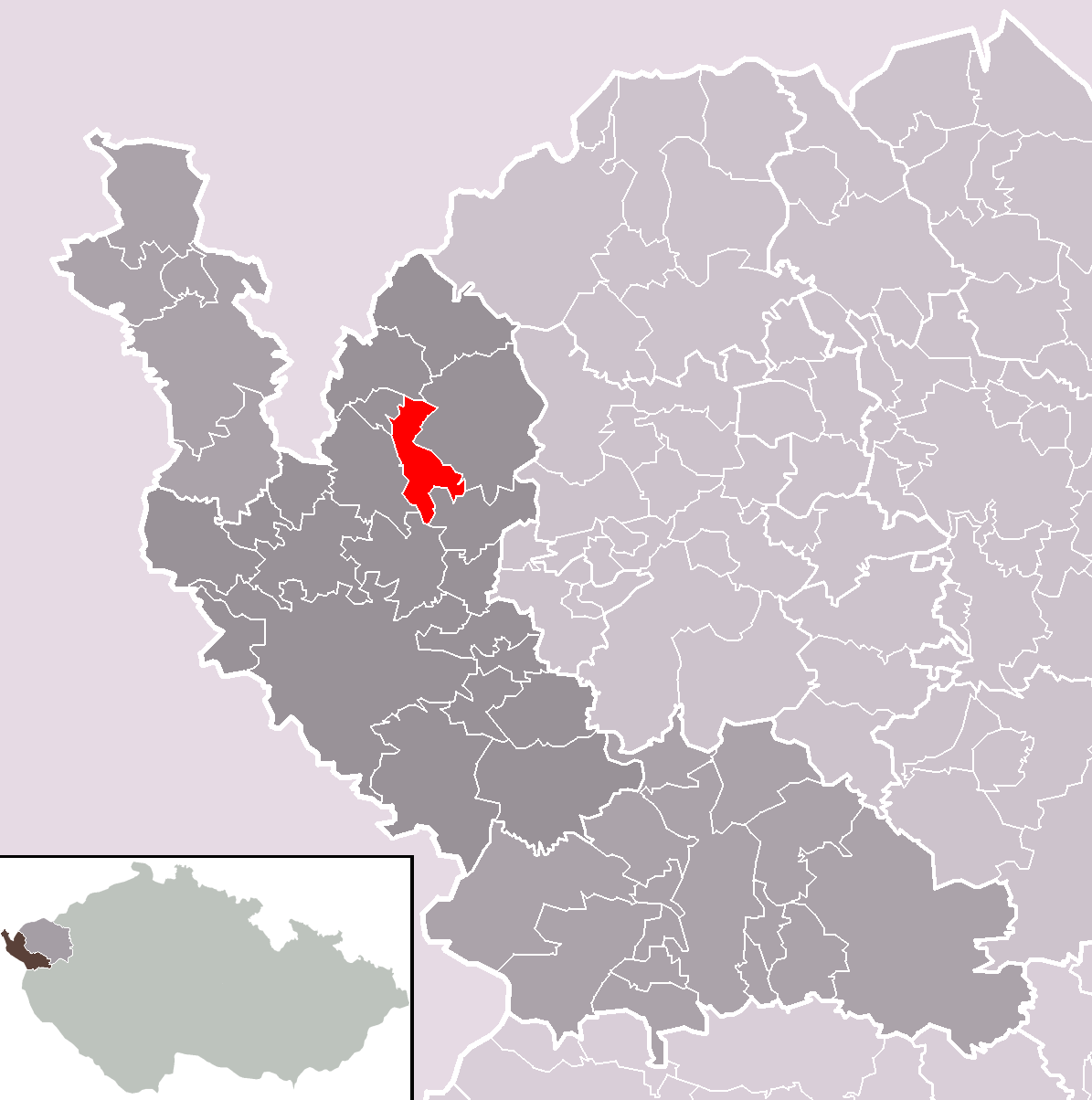
A község közigazgatási területe

## Fordítás
- Ez a szócikk részben vagy egészben a Křižovatka című német Wikipédia-szócikk ezen változatának fordításán alapul.  Az eredeti cikk szerkesztőit annak laptörténete sorolja fel. Ez a jelzés csupán a megfogalmazás eredetét és a szerzői jogokat jelzi, nem szolgál a cikkben szereplő információk forrásmegjelöléseként.